# Mareb
Der Mareb (so die europäische Schreibung, eigentlich Märäb, Tigrinya መረብ; im Tiefland Gash bzw. auf Arabisch al-Qash (القاش) genannt) ist der nördlichste der nach Nordwesten fließenden Flüsse im Hochland von Abessinien. Er ist saisonal und bildet einen Teil der Grenze Äthiopiens zu Eritrea.

## Geografie

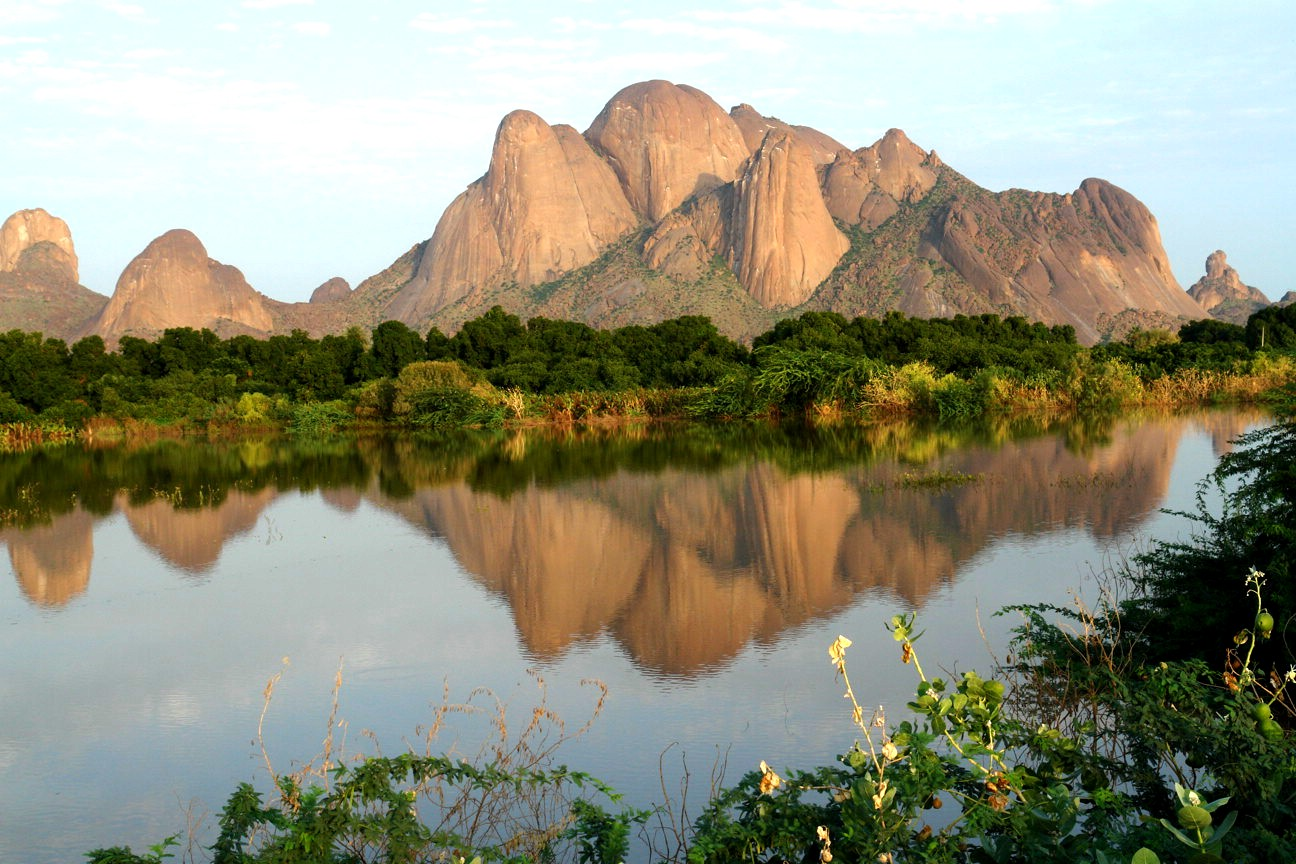
Wasserführender Mareb bei Kassala nach Regenfällen im Februar 2014

Nach dem Statistical Abstract of Ethiopia for 1967/68 ist der Mareb 440 Kilometer lang. Er entspringt etwa 15 km südwestlich von Asmara. Er verläuft zunächst nach Süden bis zur äthiopischen Grenze. Dann nach Nordwesten, bis er die sudanesische Ebene in der Nähe von Kassala erreicht. Im eritreischen Tiefland wird der Fluss Gash (nach der sudanesischen Grenze al-Qash) genannt und gibt der Verwaltungsregion Gash-Barka ihren Namen. Die meiste Zeit des Jahres ist der Mareb trocken, kann jedoch ebenso wie der Tekeze-Setit zur Regenzeit plötzlich anschwellen. Im Gegensatz zu den anderen großen Flüssen auf dieser Seite des äthiopischen Hochlands mündet der Mareb nur bei extremem Hochwasser in den Atbara und somit in den Nil. In der Regel versickert er im Sand der sudanesischen Ebene. Die Angaben zum Einzugsgebiet sind sehr widersprüchlich und liegen zwischen 21.000 und 44.000 km².
Lediglich das linke Ufer des Oberlaufs liegt auf äthiopischem Gebiet. Die wichtigsten Nebenflüsse sind der Obel am rechten Ufer sowie der Sarana, Balasa und 'Engweya links.

## Geschichte
Geschichtlich ist der Mareb interessant als Grenze zwischen den Gebieten zweier äthiopischer Adliger zur Zeit des Mittelalters: der Bahre negasch bzw. Bahri negassi, Kurzform Bahrgassi (Tigrinya „König des Meeres“, d. h. des dem Meer am nächsten gelegenen Teiles des abessinischen Hochlandes) nördlich des Flusses und der Makonnen von Tigray im Süden. Die Gebiete des Bahre negasch erstreckten sich bis zur Küste des Roten Meeres im Norden, seine Hauptstadt war gewöhnlich Debarwa im heutigen Eritrea, etwa 20 Meilen südlich von Asmara.